# Мэрилин и я
«Мэрилин и я» (англ. Marilyn and Me) — биографическая драма режиссёра Джона Паттерсона, вышедшая в прокат в 1991 году.

## Сюжет
Фильм демонстрирует жизнь Роберта Слатцера, американского журналиста и писателя, который утверждал, что встретил Мэрилин Монро в самом начале её творческой биографии и женился на ней в Мексике 4 октября 1952 (хотя нет никаких доказательств, что это произошло).

## В ролях
- Сьюзан Гриффитс — Мэрилин Монро
- Джесси Дэбсон — Роберт Слатцер
- Терри Мур — женщина на похоронах
- Курт Фуллер — Гарри Липтон
- Джоэл Грей — Джонни Хайд
- Майкл Кавана — Уолтер Уинчелл
- Сэл Ланди — Джо Ди Маджо

## Награды и номинации
- Номинация на «Эмми» за работу парикмахера-стилиста[1]